# Labé (region)
Region Labé – region położony w północnej Gwinei. Graniczy z dwoma innymi krajami Senegalem i Mali, a także innymi gwinejskimi regionami Boké, Faranah, Kindia oraz Mamou.
Prefektury w regionie: 
- Prefektura Koubia
- Prefektura Labé
- Prefektura Lélouma
- Prefektura Mali
- Prefektura Tougué